# Миньхоу
Миньхо́у (кит. упр. 闽侯, пиньинь Mǐnhòu) — уезд городского округа Фучжоу провинции Фуцзянь (КНР).

## История
Ещё во времена империи Хань в 196 году был создан уезд Хоугуань (侯官县). Во времена империи Цзинь из него в 282 году были выделены уезды Юаньфэн (原丰县) и Вэньма (温麻县). В начале VI века, в эпоху Южных и Северных династий, когда эти места находились в составе империи Лян, уезды Юаньфэн и Хоугуань были объединены в уезд Дунхоугуань (东侯官县). После объединения китайских земель в империю Суй уезд был в 589 году опять переименован в Юаньфэн (при этом к нему был опять присоединён уезд Вэньма), а в 592 году получил название Миньсянь (闽县).
После смены империи Суй на империю Тан из уезда Миньсянь в 623 году был выделен ряд уездов, в том числе вновь появился уезд с названием Хоугуань. В 631 году уезд Хоугуань опять был присоединён к уезду Миньсянь, но в 702 году был образован вновь. В 808 году уезд Хоугуань был присоединён к уезду Футан, но уже в 810 году был воссоздан.
Во времена империи Сун из уезда Миньсянь в 981 году был выделен уезд Хуайань (怀安县). Во времена империи Мин уезд Хуайань был в 1580 году присоединён к уезду Хоугуань.
После Синьхайской революции и образования Китайской Республики уезды Миньсянь и Хоугуань были в 1913 году объединены в один уезд, в качестве названия которого были взяты первые иероглифы из названий прежних уездов — так появился уезд Миньхоу. В 1944 году уезд Миньхоу был переименован в Линьсэнь (林森县) в честь недавно скончавшегося местного уроженца Линь Сэня — бывшего председателя китайского правительства. В 1946 году урбанизированная часть уезда Линьсэнь была выделена в отдельный город Фучжоу.
После образования КНР в 1949 году был создан Специальный район Линьсэнь (林森专区), и уезд вошёл в его состав. В 1950 году уезду Линьсэнь было возвращено название Миньхоу, и Специальный район Линьсэнь был переименован в Специальный район Миньхоу (闽侯专区). В 1956 году Специальный район Миньхоу был упразднён, и уезд перешёл под юрисдикцию властей Фучжоу. В 1959 году Специальный район Миньхоу был воссоздан, и уезд вернулся в его состав. В 1970 году власти Специального района Миньхоу переехали из уезда Миньхоу в уезд Путянь, и после этого Специальный район Миньхоу был переименован в Округ Путянь (莆田地区).
В 1973 году уезд Миньхоу был передан из состава округа Путянь под юрисдикцию властей Фучжоу.

## Административное деление
Уезд делится на 1 уличный комитет, 8 посёлков и 6 волостей.

## Экономика
Развиты кустарные ремёсла, в том числе плетение из бамбука, изготовление лакированных, бумажных, керамических и металлических изделий. По состоянию на 2023 год в уезде насчитывалось 1,3 тыс. ремесленных предприятий, которые экспортировали свою продукцию на более чем 1 млрд долларов США в более чем 60 стран и регионов мира.
Миньхоу является крупным центром производства тонкой лапши «сяньмянь».